# Scorpène-Klasse
Die Scorpène-Klasse ist eine Schiffsklasse von konventionell diesel-elektrisch angetriebenen U-Booten. Die Konstruktion ist ein gemeinsamer Entwurf des französischen Rüstungskonzerns DCN und des spanischen Rüstungskonzerns Navantia. Die U-Boote sind exklusiv für den Export vorgesehen und werden weder von der spanischen noch der französischen Marine eingesetzt.
Chile ist der erste Nutzer und betreibt zwei Einheiten. Malaysia hat zwei U-Boote der Klasse bestellt, die inzwischen ausgeliefert sind. Indien bestellte sechs Boote, die im Land als Kalvari-Klasse bezeichnet und in Lizenz gebaut werden.
Brasilien beschafft zunächst vier Boote, die wie die übrigen exportierten Boote konventionell diesel-elektrisch angetrieben werden. Sie werden lokal als Riachuelo-Klasse bezeichnet und ebenfalls größtenteils im eigenen Land gebaut. Hinzu kommt mit einer deutlichen längeren Bauphase auf der gleichen Bauwerft eine atomar angetriebene Einheit.
Auch Venezuela zeigte zwischenzeitlich Interesse an einem Kauf, hat sich aber nach neuesten Meldungen inzwischen für die russische Kilo-Klasse entschieden.

## Konstruktive Merkmale
Die Scorpène-Klasse wurde aus der Agosta-Klasse weiterentwickelt. Bei der Konstruktion wurden aber auch Entwicklungen der aktuellen französischen Atom-U-Boote, wie zum Beispiel die Stahllegierung des Rumpfes, genutzt.
Der modulare Entwurf sieht drei Bauformen vor. Zusätzlich zum Basis-Konzept wird ein größeres Modell, das mit dem außenluftunabhängigen MESMA-Antrieb ausgestattet ist, angeboten. U-Boote mit diesem Antrieb sollen ohne Einsatz des Schnorchels drei- bis viermal länger als die Boote der Basis-Variante unter Wasser operieren können. Als kostengünstige Alternative zur Grundversion wird als dritte Variante eine kleinere und leistungsschwächere Version angeboten.
Bisher wurde nur die Basisversion gebaut und ausgeliefert. Indien plant den Bau von drei MESMA-Booten.
|                                 | Basis-Version | MESMA-Version | Kompakt-Version |
| ------------------------------- | ------------- | ------------- | --------------- |
| Länge:                          | 66,4 m        | 76,2 m        | 59,4 m          |
| Verdrängung (über Wasser):      | 1,700 ts      | 2000 ts       | 1450 ts         |
| Geschwindigkeit (unter Wasser): | >20 kn        | >20 kn        | >14 kn          |
| Tauchtiefe:                     | >300 m        | >300 m        | >200 m          |
| Besatzung:                      | 30 Mann       | 30 Mann       | 22 Mann         |
| Seeausdauer:                    | 50 Tage       | 71 Tage       | 45 Tage         |

## Einheiten der Klasse

### Chilenische Marine

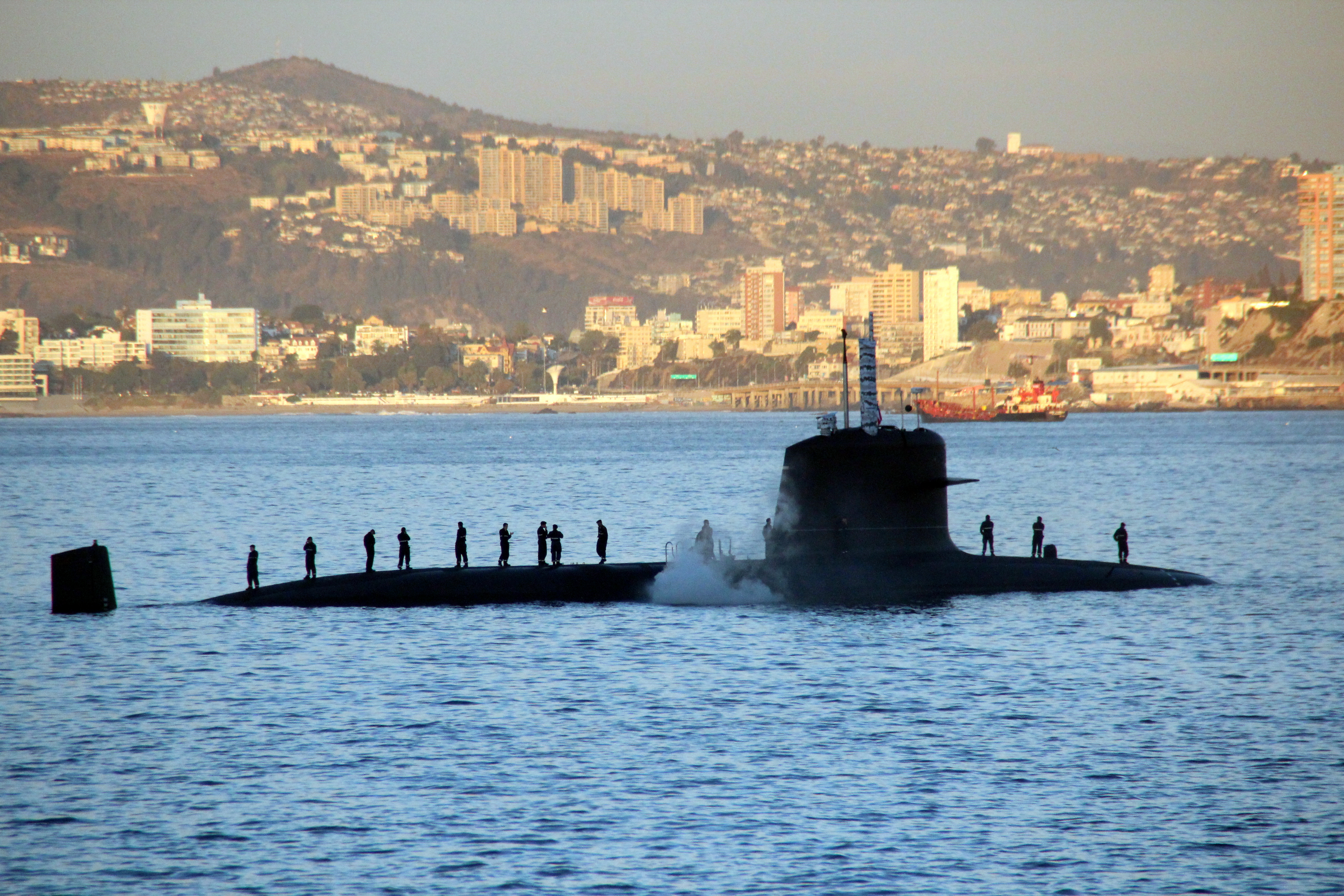
U-Boot der Scorpène-Klasse in der Bucht von Valparaíso, Chile

Am 18. Dezember 1997 beauftragte die chilenische Regierung den Bau zweier U-Boote der neuen Klasse. Die Neubauten ersetzten die veralteten Boote der Oberon-Klasse. Das erste Boot wurde am 23. Oktober 2003 zu Wasser gelassen und am 1. November auf den Namen O’Higgins getauft. Bernardo O’Higgins war ein General im chilenischen Unabhängigkeitskrieg und ein wichtiger Wegbereiter der chilenischen Marine. 2004 lief die zweite Einheit vom Stapel, wurde ebenfalls nach einem chilenischen Nationalhelden des Unabhängigkeitskrieges benannt und 2006 in Dienst gestellt.
| Kennung | Name              | Bauwerft         | Kiellegung | Stapellauf        | Indienststellung  | Einheit                            | Verbleib |
| ------- | ----------------- | ---------------- | ---------- | ----------------- | ----------------- | ---------------------------------- | -------- |
| SS 22   | O’Higgins (Q 279) | DCN, Cherbourg   | ?          | 23. Oktober 2003  | 9. September 2005 | Fuerza de Submarinos in Talcahuano | aktiv    |
| SS 23   | Carrera (Q 280)   | Bazan, Cartagena | ?          | 24. November 2004 | 20. Juli 2006     | Fuerza de Submarinos in Talcahuano | aktiv    |

### Malaysische Marine

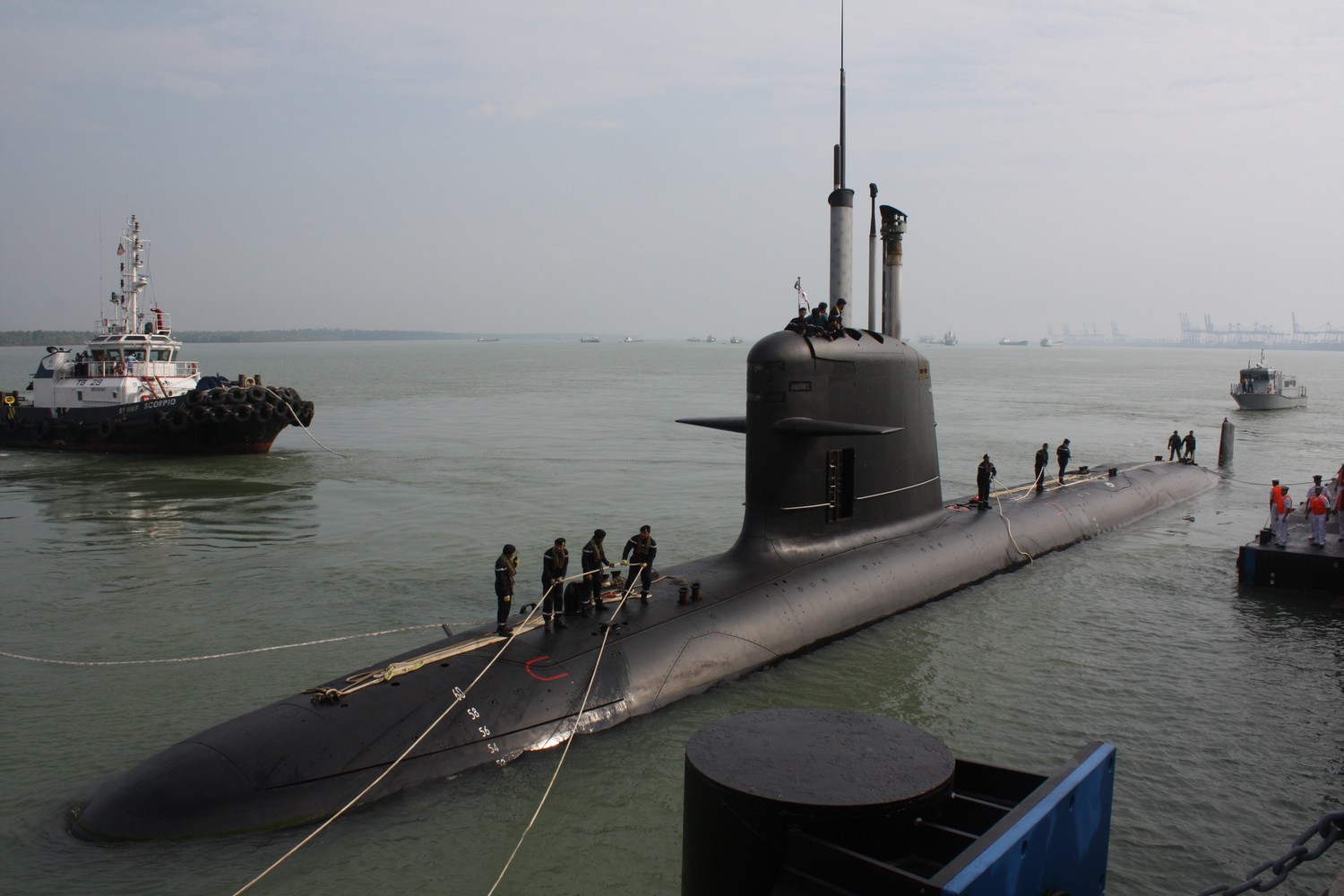
Die Tunku Abdul Rahman bei ihrer Ankunft in Malaysia

Am 5. Juni 2002 gab die malaysische Regierung den Bau von zwei U-Booten der Scorpène-Klasse in Auftrag. Die Einheiten werden nach den ersten beiden Premierministern des Landes, Tunku Abdul Rahman (* 1903  † 1990) und Tun Abdul Razak (* 1922  † 1976) benannt. Zeitgleich mit dem Bau werden malaysische Besatzungen ausgebildet, um sie bei der voraussichtlichen Indienststellung im Laufe des Jahres 2009 sofort einsetzen zu können. Da die malaysische Marine zuvor über kein einziges U-Boot verfügte, wurde die 2005 bereits stillgelegte französische Ouessant, ein Boot der Agosta-Klasse, reaktiviert und als Schulschiff an Malaysia verleast. Die Tunku Abdul Rahman verließ am 11. Juni 2009 den französischen Hafen Toulon und erreichte am 3. September 2009 den malaysischen Marinestützpunkt in Port Klang. Das zweite Schiff, die Tun Abdul Razak, soll voraussichtlich im Juni 2010 in Malaysia ankommen.
| Kennung | Name               | Bauwerft            | Kiellegung | Stapellauf       | Indienststellung | Einheit               | Verbleib |
| ------- | ------------------ | ------------------- | ---------- | ---------------- | ---------------- | --------------------- | -------- |
| -       | Tunku Abdul Rahman | DCN, Cherbourg      | ?          | 23. Oktober 2007 | 27. Januar 2009  | ? in Sepanggar, Sabah | aktiv    |
| -       | Tun Abdul Razak    | Navantia, Cartagena | ?          | 8. Oktober 2008  | 5. November 2009 | ? in Sepanggar, Sabah | aktiv    |

### Indische Marine
Am 7. Oktober 2005 wurde in Delhi ein Vertrag über den Bau von zunächst sechs U-Booten unterzeichnet. Das Rüstungsprojekt hat einen Wert von 3,5 Mrd. US-Dollar und soll die veralteten indischen U-Boote der sowjetischen Foxtrot-Klasse ersetzen. Die Boote der Scorpène-Klasse erhalten dabei traditionsgemäß die Namen der Foxtrot-Boote, die sie ersetzten. Für den Bau der U-Boote ist ein Zeitraum von zwölf Jahren vorgesehen, wobei die letzten drei Einheiten mit MESMA-Antrieben ausgestattet werden sollen. Die Indienststellung der ersten Einheit war ursprünglich für 2012 geplant, würde sich aber nach Angaben des indischen Verteidigungsministeriums vom April 2010 um drei Jahre verzögern; letztendlich waren es fünf Jahre Verzug. Die sechs Einheiten sollten bis 2020 in Dienst gestellt werden, auch dieser Meilenstein verzögerte sich um fünf Jahre. Ein zweites Los über drei weitere Boote soll beschafft werden. Diese sollen unter anderem mit einem indischen Einsatzführungssystem ausgerüstet werden.
Alle Boote werden in Lizenz auf der Werft Mazagon Dock Shipbuilders Limited in Mumbai gebaut.
1. Baulos
| Kennung | Name         | Kiellegung    | Stapellauf        | Indienststellung   | Heimathafen         | Verbleib |
| ------- | ------------ | ------------- | ----------------- | ------------------ | ------------------- | -------- |
| S21     | INS Kalvari  | 1. April 2009 | 6. April 2015     | 14. Dezember 2017  | INS Kadamba, Karwar | aktiv    |
| S22     | INS Khanderi | Oktober 2011  | 12. Januar 2017   | 19. September 2019 | INS Kadamba, Karwar | aktiv    |
| S23     | INS Karanj   | Dezember 2012 | 31. Januar 2018   | 10. März 2021      | INS Kadamba, Karwar | aktiv    |
| S24     | INS Vela     | ?             | 6. Mai 2019       | 25. November 2021  | INS Kadamba, Karwar | aktiv    |
| S25     | INS Vagir    | ?             | 12. November 2020 | 23. Januar 2023    | INS Kadamba, Karwar | aktiv    |
| S26     | INS Vagsheer | ?             | 20. April 2022    | 15. Januar 2025    | INS Kadamba, Karwar | aktiv    |

2. Baulos
| Kennung | Name | Kiellegung | Stapellauf | Indienststellung | Heimathafen | Verbleib   |
| ------- | ---- | ---------- | ---------- | ---------------- | ----------- | ---------- |
|         |      |            |            |                  |             | in Planung |
|         |      |            |            |                  |             | in Planung |
|         |      |            |            |                  |             | in Planung |

### Brasilianische Marine
Am 23. Dezember 2008 hat die brasilianische Marine vier Boote bestellt. Am 3. September 2009 wurde die Bereitstellung der Gelder bewilligt. Zusätzlich wurde zu diesem Zweck auch eine strategische Verteidigungsvereinbarung zwischen Brasilien und Frankreich vereinbart: Frankreich wird beim Bau eines Marinestützpunktes und der U-Boot-Marinewerft helfen.
Darüber hinaus unterstützen die Franzosen die Brasilianer beim Bau eines Atom-U-Bootes (SN 10, Almirante Álvaro Alberto), das nach Verzögerungen des Gesamtprogramms frühestens Ende der 2020er Jahre in Dienst gestellt werden soll, da die nuklearen Bauteile aufgrund des Atomwaffensperrvertrag lokal entwickelt werden müssen.
Sämtliche U-Boote werden, bis auf den vorderen Druckrumpf von Boot 1, der bei DCNS in Cherbourg gebaut wird, in Brasilien bei der Itaguai Construcoes Navais Werft gebaut. Es wurde dazu ein Joint Venture durch die DCNS (41 %) aus Frankreich und der brasilianischen Odebrecht (59 %) gegründet.
| Kennung | Name           | Kiellegung        | Stapellauf        | Indienststellung    | Einheit/Heimathafen                          | Verbleib |
| ------- | -------------- | ----------------- | ----------------- | ------------------- | -------------------------------------------- | -------- |
| S40     | Riachuelo      | 27. Mai 2010      | 14. Dezember 2018 | 1. September 2022   | U-Boot-Stützpunkt Ilha da Madeira in Itaguaí | aktiv    |
| S41     | Humaitá        | 1. September 2013 | 11. Dezember 2020 | 12. Januar 2023     | U-Boot-Stützpunkt Ilha da Madeira in Itaguaí | aktiv    |
| S42     | Tonelero       | 13. Januar 2015   | 26. März 2024     | (Mai 2025, geplant) |                                              | in Bau   |
| S43     | Angostura      | 2018              |                   |                     |                                              | in Bau   |
| SN10    | Álvaro Alberto | 2018              |                   |                     |                                              | in Bau   |

### Indonesische Marine
Indonesiens PT PAL und die französische Naval Group unterzeichneten am 28. April 2024 für den gemeinsamen Bau von zunächst zwei Booten, die von der Naval Group als
„Scorpene Evolved Full LiB“ bezeichnet und mit Lithium-Ionen-Akkumulatoren ausgerüstet sind. Das französische Design hatte zuvor die indonesische Ausschreibung gegen Wettbewerber aus Deutschland und Südkorea gewonnen. Die beiden Industriepartner hatten im Vorfeld des Zuschlags im Februar 2022 bereits ein MoU unterzeichnet, nachdem die beiden Regierungen Indonesiens und Frankreichs im August 2021 ein Rüstungskooperationsabkommen eingegangen sind.
Die Boote werden auf der PT PAL Schiffswerft in Surabaya gebaut.
| Kennung | Name | Kiellegung | Stapellauf | Indienststellung | Einheit | Verbleib |
| ------- | ---- | ---------- | ---------- | ---------------- | ------- | -------- |
|         |      |            |            |                  |         | geplant  |
|         |      |            |            |                  |         | geplant  |